# Конькобежный спорт на зимних юношеских Олимпийских играх 2020
Соревнования по конькобежному спорту на III зимних юношеских Олимпийских играх проходили с 12 по 16 января 2020 года в Санкт-Морице. Было разыграно семь комплектов медалей. Турнир проводился на льду озера Санкт-Мориц, на котором в 1928 году состоялись соревнования конькобежцев в рамках II зимних Олимпийских игр.

### Медалисты

#### Юноши
| Дистанция  | Золото                | Золото   | Серебро              | Серебро  | Бронза             | Бронза   |
| ---------- | --------------------- | -------- | -------------------- | -------- | ------------------ | -------- |
| 500 м      | Юдаи Ямамото Япония   | 36,42    | Ниль Льоп Испания    | 36,60    | Сюэ Чживэнь Китай  | 36,67    |
| 1500 м     | Мотонага Арито Япония | 1:52,24  | Павел Таран Россия   | 1:53,74  | Джонатан Тобон США | 1:55,67  |
| Масс-старт | Мотонага Арито Япония | 30 очков | Диего Амайя Колумбия | 20 очков | Павел Таран Россия | 10 очков |

#### Девушки
| Дистанция  | Золото                     | Золото   | Серебро              | Серебро  | Бронза              | Бронза   |
| ---------- | -------------------------- | -------- | -------------------- | -------- | ------------------- | -------- |
| 500 м      | Изабель Гревелт Нидерланды | 40,57    | Ван Цзинъи Китай     | 41,07    | Юкино Ёсида Япония  | 41,16    |
| 1500 м     | Мирте де Бур Нидерланды    | 2:10,44  | Юка Такахаси Япония  | 2:10,58  | Ян Биньюй Китай     | 2:10,93  |
| Масс-старт | Ян Биньюй Китай            | 30 очков | Зузана Куршова Чехия | 20 очков | Катя Филиппи Италия | 10 очков |

#### Смешанные командные дисциплины
| Event            | Золото                                                                                    | Золото  | Серебро                                                                               | Серебро | Бронза                                                                                                 | Бронза  |
| ---------------- | ----------------------------------------------------------------------------------------- | ------- | ------------------------------------------------------------------------------------- | ------- | --- | ------- |
| Командный спринт | Команда 3 Сини Сиро (FIN) Юкино Ёсида (JPN) Игнац Гшвентнер (AUT) Александр Сергеев (RUS) | 2:04,10 | Команда 16 Лаура Кивиоя (FIN) Даря Копач (POL) Тео Коллинз (GBR) Мотонага Арито (JPN) | 2:05,92 | Команда 14 Рамона Йонел (ROU) Валерия Сороколетова (RUS) Туукка Суомалайнен (FIN) Джонатан Тобон (USA) | 2:05,96 |

### Медальный зачет
| Место          | Страна            | Золото | Серебро | Бронза | Всего |
| -------------- | ----------------- | ------ | ------- | ------ | ----- |
| 1              | Япония            | 3      | 1       | 1      | 5     |
| 2              | Нидерланды        | 2      | 0       | 0      | 2     |
| 3              | Китай             | 1      | 1       | 2      | 4     |
| –              | Смешанная команда | 1      | 1       | 1      | 3     |
| 4              | Россия            | 0      | 1       | 1      | 2     |
| 5              | Испания           | 0      | 1       | 0      | 1     |
| 5              | Колумбия          | 0      | 1       | 0      | 1     |
| 5              | Чехия             | 0      | 1       | 0      | 1     |
| 8              | Италия            | 0      | 0       | 1      | 1     |
| 8              | США               | 0      | 0       | 1      | 1     |
| Всего стран: 9 | Всего стран: 9    | 7      | 7       | 7      | 21    |